# UFC on ESPN: Reyes vs. Procházka
UFC on ESPN: Reyes vs. Procházka (conosciuto anche come UFC on ESPN 23, oppure UFC Vegas 25) è stato un evento di arti marziali miste tenuto dalla Ultimate Fighting Championship il 1º maggio 2021 all'UFC APEX di Las Vegas, negli Stati Uniti.

## Risultati
|                  | Divisione               |                     |                 |                 | Metodo                                      | Round           | Tempo           | Premio          |
| Card Principale  | Card Principale         | Card Principale     | Card Principale | Card Principale | Card Principale                             | Card Principale | Card Principale | Card Principale |
| ---------------- | ----------------------- | ------------------- | --------------- | --------------- | ------------------------------------------- | --------------- | --------------- | --------------- |
|                  | Pesi mediomassimi       | Jiří Procházka      | batte           | Dominick Reyes  | KO (gomitata girata)                        | 2               | 4:29            | FOTN, POTN      |
|                  | Pesi piuma              | Giga Chikadze       | batte           | Cub Swanson     | KO tecnico (calcio al corpo e pugni)        | 1               | 1:03            | POTN            |
|                  | Pesi mediomassimi       | Ion Cuțelaba        | vs.             | Dustin Jacoby   | Pareggio non unanime (28–29, 29–28, 28–28)  | 3               | 5:00            |                 |
|                  | Pesi medi               | Sean Strickland     | batte           | Krzysztof Jotko | Decisione unanime (30–27, 30–27, 29–28)     | 3               | 5:00            |                 |
|                  | Pesi gallo              | Merab Dvalishvili   | batte           | Cody Stamann    | Decisione unanime (30–27, 29–28, 29–28)     | 3               | 5:00            |                 |
| Card Preliminare |                         |                     |                 |                 |                                             |                 |                 |                 |
|                  | Pesi paglia femminili   | Luana Pinheiro      | batte           | Randa Markos    | DQ (calcio illegale)                        | 1               | 4:16            |                 |
|                  | Pesi piuma              | T.J. Brown          | batte           | Kai Kamaka III  | Decisione non unanime (27–30, 29–28, 29–28) | 3               | 5:00            |                 |
|                  | Catchweight (128.5 lbs) | Luana Carolina      | batte           | Poliana Botelho | Decisione non unanime (29–28, 28–29, 29–28) | 3               | 5:00            |                 |
|                  | Pesi paglia femminili   | Loma Lookboonmee    | batte           | Sam Hughes      | Decisione unanime (29–28, 29–28, 29–28)     | 3               | 5:00            |                 |
|                  | Pesi medi               | Andreas Michailidis | batte           | KB Bhullar      | Decisione unanime (30–27, 30–27, 29–28)     | 3               | 5:00            |                 |
|                  | Pesi piuma              | Felipe Colares      | batte           | Luke Sanders    | Decisione unanime (29–28, 29–28, 29–28)     | 3               | 5:00            |                 |

## Premi
I lottatori premiati ricevettero un bonus di 50.000 dollari.
Legenda:
- FOTN: Fight of the Night (vengono premiati entrambi gli atleti per il miglior incontro dell'evento)
- POTN: Performance of the Night (viene premiato il vincitore per la migliore performance dell'evento)